# محمد جمجوم
محمد جمجوم (ولد في جدة) هو مراسل سي أن أن.

## النشأة والمسيرة
ولد محمد جمجوم في جدة بالعربية السعودية وقضى طفولته بين السعودية والولايات المتحدة. درس الصحافة والسينما والتاريخ في الجامعة المعمدانية الجنوبية في دلاس بتكساس. شارك في تقديم الأخبار الرئيسية بالقناة الثانية في التلفزيون السعودي وشارك أيضا في تقديم برنامج تو يو (2U) على نفس القناة. و التحق بسي إن إن حيث يعمل الآن مراسلا دوليا من مكتب القناة في أبوظبي بالإمارات. شارك في تغطية عديد الأحداث للمحطة الإخبارية منها موسم الحج وافتتاح برج خليفة والانتخابات البرلمانية المصرية بعد ثورة 25 يناير.